# 緬甸社會主義綱領黨
缅甸社會主義綱領黨是1962年奈温發動軍事政变取得政權成立軍政權后，成立的一黨制政党。該黨是缅甸法律上唯一合法政黨，直到1988年在全国出現8888民主運動而失勢，當年9月24日更名為民族團結黨。其各级组织机构健全，在中央、省/邦、县、镇区等各级设有党委会。

## 歷史
1962年，奈温發動軍事政变取得緬甸政權後，任命自己为联邦革命委员会主席，並成立缅甸社會主義綱領黨。
缅甸社會主義綱領黨主張「缅甸式社會主義」，這體現了国有制经济和上座部佛教的影響。1963年1月出版的一本小冊子，在緬文和英文寫成題為“特殊特性的緬甸社會主義綱領黨”。區別資產階級的社會民主黨和马克思主义的共產黨，這本小冊子表示反對社會民主黨的資產階級信念和可以由議會達到社會主義的做法。這本小冊子還指出，儘管馬列主義有很多特點值得學習，但坚决不认同甚至反對共產黨的唯物主義。擁護民族主義和軍國主義，也呈現出該黨的民族社會主義傾向。
1964年後成為唯一合法執政黨，缅甸成為一黨制國家，在全国施行農業集體化與国有化，後於1988年因經濟衰退引發8888民主運動而失勢，權力轉移到陸軍參謀長蘇貌領導的國家恢復法律和秩序委員會。
1988年9月24日，緬甸社會主義綱領黨更名為民族團結黨。